# Khaled Abu Arafeh
Khaled Abu Arafeh ist ein palästinensischer Politiker. Er gehörte für die Hamas als Minister ohne Portefeuille der Regierung der Palästinensischen Autonomiebehörde vom März 2006 an.
Am 23. Januar 2012 wurde der frühere Minister zusammen mit Mohammed Toutah, einem Abgeordneten des Palästinensischen Legislativrats (PLC), von der israelischen Polizei in den Räumen des Internationalen Komitees vom Roten Kreuz (IKRK) in Ostjerusalem festgenommen. Soweit keine strafrechtlichen Vorwürfe gegen sie vorliegen, sollen die beiden palästinensischen Politiker aus Ostjerusalem abgeschoben werden.